# These Are Special Times
Albums de Céline Dion
S'il suffisait d'aimer
(1998) Au cœur du Stade
(1999)
These are Special Times est le vingtième album de Céline Dion, sorti le 30 octobre 1998. Sixième album anglophone de la chanteuse, c'est son 1er album de Noël en anglais.
Il a été ré-édité en Allemagne, en Autriche et en Suisse en septembre 2007, sous le titre Ihre Schönsten Weihnachtslieder, comprenant les mêmes titres mais avec une couverture différente.
Une édition collector comprenant le DVD de l'émission spéciale diffusée le 25 novembre 1998 sur la chaîne américaine CBS, est sorti le 2 octobre 2007 aux États-Unis et au Canada et le 2 novembre 2007 en Europe.

## Historique
Céline Dion renoue avec le genre plus de quinze ans après ses deux albums en français, Céline Dion chante Noël (1981) et Chants et contes de Noël (1983).

## Ventes
Aux États-Unis, il débute en 4e position 126 000 copies écoulées, mais finit par se classer à la 2e position 3 semaines plus tard avec 366 000 exemplaires. Il est certifié 5 fois disque de platine avec 5 millions d'exemplaires vendus.
Au Canada, il débute en 3e position avec 47 250 exemplaires vendus. Il devient le premier album de Noël à être certifié disque de diamant avec 1 million d'exemplaires vendus.
L'album s'est vendu à environ 11,5 millions d'exemplaires dans le monde.

## Retrait de I'm Your Angel sur tous les platformes numériques
Le 16 janvier 2019, à la suite des témoignages chocs de plusieurs personnes (dont l'ex-femme de R.Kelly) qui ont été agressés et abusés sexuellement par R. Kelly dans le documentaire Surviving R. Kelly, Céline Dion et son équipe décide de retirer son duo avec R.Kelly de tous les plateformes numériques (Itunes, Spotify, etc.), de même que son vidéoclip. Toute trace de son duo a aussi été effacé sur les compilations dans les plateformes numériques. Cependant, la chanson est toujours disponible sur CD et vinyle. La chanson a été remplacée par I Met a Angel sur les plateformes numérique lors de l'achat ou de l'écoute de l'album. En novembre 2023, l'album a été réédité en CD et vinyle pour remplacer I'M Your Angel par I Met a Angel.

## Liste des titres
| 1.  | O Holy Night                                       |  |
| 2.  | Don't Save It All for Christmas Day                |  |
| 3.  | Blue Christmas                                     |  |
| 4.  | Another Year Has Gone By                           |  |
| 5.  | The Magic of Christmas Day (God Bless Us Everyone) |  |
| 6.  | Ave Maria                                          |  |
| 7.  | Adeste Fideles (O Come All Ye Faithfull)           |  |
| 8.  | The Christmas Song                                 |  |
| 9.  | The Prayer (avec Andrea Bocelli)                   |  |
| 10. | Brahms' Lullaby                                    |  |
| 11. | Christmas Eve                                      |  |
| 12. | These Are Special Times                            |  |
| 13. | Happy Xmas (War is Over)                           |  |
| 14. | I'm Your Angel (avec R. Kelly)                     |  |
| 15. | Feliz Navidad                                      |  |
| 16. | Les Cloches du hameau                              |  |

| 1. | The Power of Love                              |  |
| 2. | Do You Hear What I Hear (avec Rosie O'Donnell) |  |
| 3. | O Holy Night                                   |  |
| 4. | Because You Loved Me                           |  |
| 5. | Let's Talk About Love                          |  |
| 6. | The First Time Ever I Saw Your Face            |  |
| 7. | My Heart Will Go On                            |  |
| 8. | The Prayer (avec Andrea Bocelli)               |  |
| 9. | Ave Maria (par Andrea Bocelli)                 |  |

## Classements
| Pays                     | Meilleure position | Certification | Vente     |
| ------------------------ | ------------------ | ------------- | --------- |
| Allemagne                | 3                  | or            | 250 000   |
| Australie                | 6                  | Platine       | 70 000    |
| Autriche                 | 2                  | Platine       | 50 000    |
| Belgique Région flamande | 16                 | Platine       | 50 000    |
| Belgique Wallonie        | 12                 | Platine       | 50 000    |
| Canada                   | 1                  | Diamant       | 1 000 000 |
| Danemark                 | 6                  |               |           |
| États-Unis               | 2                  | 6x platine    | 6 000 000 |
| Finlande                 | 4                  | Or            | 30 000    |
| France                   | 23                 |               | 60 000    |
| Hongrie                  | 7                  |               |           |
| Irlande                  | 6                  |               |           |
| Italie                   | 7                  | or            | 25 000    |
| Japon                    | 4                  | 2x Platine    | 510 000   |
| Nouvelle-Zélande         | 4                  | 2x Platine    | 30 000    |
| Norvège                  | 1                  | 2x Platine    | 100 000   |
| Pays-Bas                 | 3                  | Or            | 55 000    |
| Portugal                 |                    | Or            | 20 000    |
| Royaume-Uni              | 20                 | platine       | 300 000   |
| Suède                    | 3                  | Platine       | 80 000    |
| Suisse                   | 1                  | 2x Platine    | 100 000   |